# 3 Godfathers
3 Godfathers is een Amerikaanse western uit 1948 onder regie van John Ford. De film werd destijds in Nederland uitgebracht onder de titel Drie peetooms.

## Verhaal
Drie bandieten beroven een bank. De sheriff en zijn assistenten zetten de achtervolging in. Onderweg redden de boeven een zwangere vrouw. Wanneer ze haar bovendien helpen bij de bevalling, maakt ze hen tot peten van haar kind.

## Rolverdeling
| Acteur           | Personage          |
| ---------------- | ------------------ |
| John Wayne       | Robert Hightower   |
| Pedro Armendáriz | Pedro Roca Fuerte  |
| Harry Carey jr.  | William Kearney    |
| Ward Bond        | Perley Sweet       |
| Mae Marsh        | Mevrouw Sweet      |
| Mildred Natwick  | Moeder             |
| Jane Darwell     | Juffrouw Florie    |
| Guy Kibbee       | Rechter            |
| Dorothy Ford     | Ruby Latham        |
| Ben Johnson      | Bandiet            |
| Charles Halton   | Oliver Latham      |
| Hank Worden      | Hulpsheriff Curley |
| Jack Pennick     | Luke               |
| Fred Libby       | Hulpsheriff        |
| Michael Dugan    | Bandiet            |